# Hoogmadese molen
De Hoogmadese molen / De Heerlijkheid is een wipmolen iets ten noorden van Hoogmade. De molen is in 1897 gebouwd ten behoeve van de bemaling van de Hoogmadesche en Piestpolder, als vervanging van een bouwvallige eerdere molen. De molen werd in vroeger tijd bewoond. Tot 1962 bezat de molen een scheprad. Tegenwoordig wordt het water met een vijzel omhooggepompt, soms met behulp van een elektromotor in de molen. Naast de molen bevindt zich een klein gemaal.
Op de molen staat een windvaan met de tekst: Heilige Donatus, bewaar ons. St. Donatus is de beschermer tegen blikseminslag.

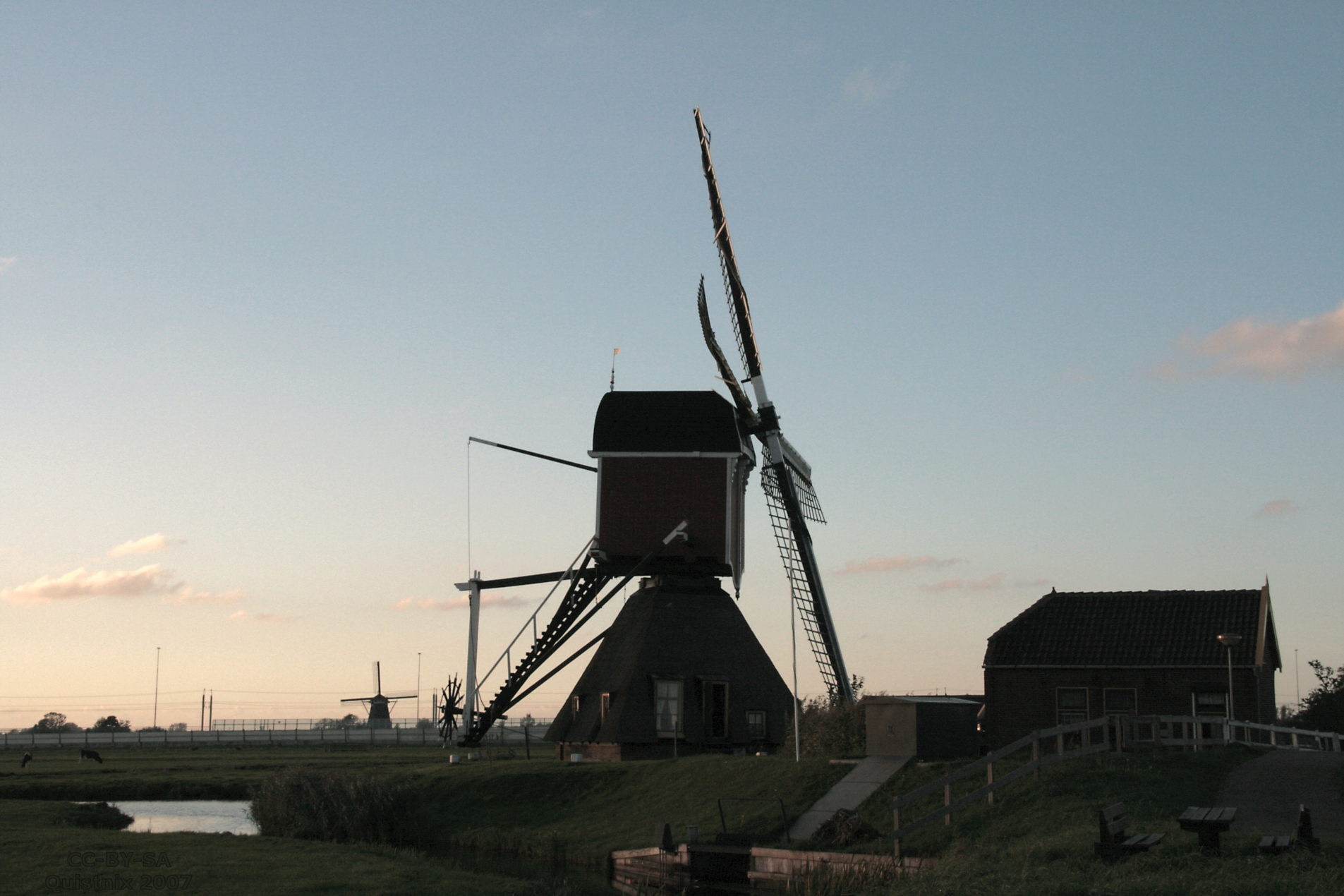
De molen in avondlicht